# Rigoberta Menchú
Rigoberta Menchú Tum (Laj Chimel, 9 januari 1959) is een Guatemalteeks mensenrechtenactiviste. Ze is als Maya voornamelijk actief als voorvechtster voor de rechten van inheemse Guatemalteekse groepen en won in 1992 de Nobelprijs voor de Vrede.

## Leven
Menchú werd geboren in een familie van K'iche'-Maya's uit het westen van het land. De familie was actief in verschillende oppositiebewegingen; haar vader werd door het leger gearresteerd en gemarteld omdat hij guerrillabewegingen gesteund zou hebben en kwam in 1980 uiteindelijk om het leven toen de Spaanse ambassade door militairen in brand werd gestoken. Ook de moeder en een broer van Menchú werden door de autoriteiten vermoord.
In 1982 ontvluchtte Menchú het land naar Mexico, waar ze een jaar later haar autobiografie, Yo, Rigoberta Menchú, publiceerde. Menchú bracht de gruwelijkheden uit de Guatemalteekse burgeroorlog en genocide hiermee onder internationale aandacht. De antropoloog David Stoll stelde later dat het boek onjuistheden bevatte, en dat verschillende zaken die Menchú beweert meegemaakt of waargenomen te hebben zij in werkelijkheid niet meegemaakt kan hebben. Overigens betwist Stoll niet dat de wandaden van leger en andere autoriteiten die Menchú beschrijft hebben plaatsgevonden, maar stelt slechts dat Menchú deze gebeurtenissen niet persoonlijk heeft meegemaakt.
In 1996 werd ze benoemd tot Goodwill Ambassadeur voor de UNESCO.
In 1999 klaagde zij in een Spaanse rechtbank Fernando Romeo Lucas García, Ángel Aníbal Guevara, Efraín Ríos Montt en Óscar Humberto Mejía Victores aan wegens genocide. In 2005 vaardigde Spanje een internationaal arrestatiebevel uit tegen de vier. Guatemala heeft voorlopig echter geweigerd hen uit te leveren.
Menchú was kandidaat voor Ontmoeting voor Guatemala (EdG) voor de presidentsverkiezingen van september 2007 waar ze 3,05% van de stemmen behaalde.
Menchú is lid van de Club van Rome en actief in het bedrijf Farmacias Similares, dat goedkope kopieën van dure medicijnen vervaardigt.

## Onderscheidingen
Menchú won in 1990 de UNESCO-prijs voor Vredeseducatie en in 1992 ontving ze de Nobelprijs voor de Vrede.
1901: Dunant, Passy ·
1902: Ducommun, Gobat ·
1903: Cremer ·
1904: Institut de Droit International ·
1905: Von Suttner ·
1906: Roosevelt ·
1907: Moneta, Renault ·
1908: Arnoldson, Bajer ·
1909: Beernaert, Balluet d'Estournelles de Constant ·
1910: IPB ·
1911: Asser, Fried ·
1912: Root ·
1913: La Fontaine ·
1917: ICRC ·
1919: Wilson ·
1920: Bourgeois ·
1921: Branting, Lange ·
1922: Nansen ·
1925: Chamberlain, Dawes ·
1926: Briand, Stresemann ·
1927: Buisson, Quidde ·
1929: Kellogg ·
1930: Söderblom ·
1931: Addams, Butler ·
1933: Angell ·
1934: Henderson ·
1935: Von Ossietzky ·
1936: Lamas ·
1937: Cecil ·
1938: Office international Nansen pour les réfugiés ·
1944: ICRC ·
1945: Hull ·
1946: Balch, Mott ·
1947: Friends Service Council, American Friends Service Committee ·
1949: Orr ·
1950: Bunche ·
1951: Jouhaux ·
1952: Schweitzer ·
1953: Marshall ·
1954: Hoog Commissariaat voor de Vluchtelingen (UNHCR) ·
1957: Pearson ·
1958: Pire ·
1959: Noel-Baker ·
1960: Luthuli ·
1961: Hammarskjöld ·
1962: Pauling ·
1963: ICRC, IFRC ·
1964: King ·
1965: UNICEF ·
1968: Cassin ·
1969: Internationale Arbeidsorganisatie ·
1970: Borlaug ·
1971: Brandt ·
1973: Kissinger, Lê Đức Thọ ·
1974: MacBride, Satō ·
1975: Sacharov ·
1976: Williams, Corrigan ·
1977: Amnesty International ·
1978: Sadat, Begin ·
1979: Moeder Teresa ·
1980: Esquivel ·
1981: Hoog Commissariaat voor de Vluchtelingen (UNHCR) ·
1982: Myrdal, Robles ·
1983: Wałęsa ·
1984: Tutu ·
1985: IPPNW ·
1986: Wiesel ·
1987: Arias ·
1988: VN-vredesmacht ·
1989: Gyatso ·
1990: Gorbatsjov ·
1991: Suu Kyi ·
1992: Menchú ·
1993: Mandela, De Klerk ·
1994: Arafat, Peres, Rabin ·
1995: Rotblat, Pugwash Conferences on Science and World Affairs ·
1996: Ximenes Belo, Ramos-Horta ·
1997: ICBL, Williams ·
1998: Hume, Trimble ·
1999: AzG ·
2000: Dae-jung ·
2001: VN, Annan ·
2002: Carter ·
2003: Ebadi ·
2004: Maathai ·
2005: IAEA, El-Baradei ·
2006: Grameen Bank, Yunus ·
2007: Gore, IPCC ·
2008: Ahtisaari ·
2009: Obama ·
2010: Liu ·
2011: Johnson Sirleaf, Gbowee, Karman ·
2012: Europese Unie ·
2013: OPCW ·
2014: Satyarthi, Yousafzai ·
2015: Kwartet voor Nationale Dialoog in Tunesië ·
2016: Santos ·
2017: ICAN ·
2018: Mukwege, Murad Basee ·
2019: Ahmed ·
2020: Wereldvoedselprogramma ·
2021: Ressa, Moeratov ·
2022: Bjaljazki, Memorial, Centrum voor Burgerlijke Vrijheden ·
2023: Mohammadi ·
2024: Nihon Hidankyo